# 外村茉莉子
外村 茉莉子（とのむら まりこ、7月20日 - ）は、日本の女性声優。滋賀県出身。血液型はAB型。
青二塾大阪校22期生。以前は青二プロダクション（ジュニア）、トリトリオフィスに所属していた。

## 出演作品

### テレビアニメ
- あにゃまる探偵 キルミンずぅ（須永ダイゴ）
- ゲゲゲの鬼太郎（第5作）（審査員、友人）
- 戦場のヴァルキュリア（オスカー・ベイラート[5]）
- 電脳コイル（モジョ）
- はたらキッズ マイハム組（ケンタ）
- レ・ミゼラブル 少女コゼット（少年、子供、男の子）

### OVA
- ないしょのつぼみ（男子C）
- FREEDOM

### ゲーム
- 戦場のヴァルキュリア（オスカー・ベイラート、アイカ・トンプソン、ダルクス人の少年）
- 戦場のヴァルキュリア2 ガリア王立士官学校（オスカー・ベイラート）
- DEAR My SUN!!〜ムスコ★育成★狂騒曲〜
- テイルズ オブ バーサス
- FRAGILE 〜さよなら月の廃墟〜（かけだすこども、ラムネのビン、ぼうや）
- xxxHOLiC 〜四月一日の十六夜草話〜（ジョバンニ、美少年 他）
- マリン☆マリン ミナミハコフグと珊瑚礁の仲間達
- 龍が如く 見参!（出雲阿国）
- 龍が如く3（志郎）
- レッスルエンジェルス サバイバー2（ディジー・クライ、デスピナ・リブレ）
- やまとまほろば地魂これくしょん（2022年 - 2024年、因幡[6]、茨木童子[7]）※ブラウザゲーム

### 吹き替え
- ネイキッド・ブラザーズ・バンド（トーマス）
- チャーリー・ウィルソンズ・ウォー（ジェーン）

### ドラマCD
- ときめきメモリアル Girl's Side
- となりの暴れん坊QPing（ハチさん）

### 特撮
- 大怪獣バトル ウルトラ銀河伝説 THE MOVIE（その他のウルトラマンの声、宇宙人の声、ピグモン）

### その他
- 声優チャット